# Блэк-Маунтинс (Уэльс)
Блэк-Ма́унтинс («Чёрные горы», англ. Black Mountains, валл. Y Mynyddoedd Duon) — возвышенность на юго-востоке Уэльса (большей частью) и в Англии.
Блэк-Маунтинс представляют цепь холмов в графствах Монмутшир и Поуис, простирающуюся до английского графства Херефордшир. Высота над уровнем моря — до 811 м (гора Уайн-Вах). Это самая восточная часть национального парка Брекон-Биконс.
Крупнейшие населённые пункты территории — города Абергавенни, Талгарт и Хей-он-Уай.
Территория гор популярна среди любителей пешего туризма и маунтинбайка.